# Stenopogon ambryon
Stenopogon ambryon är en tvåvingeart som först beskrevs av Walker 1849.  Stenopogon ambryon ingår i släktet Stenopogon och familjen rovflugor. Inga underarter finns listade i Catalogue of Life.